# Skipness
Skipness är en by på Skipness Bay i Kintyre, Argyll and Bute, Skottland. Byn är belägen 24 km från Tarbert. Orten har 69 invånare (1961). Det finns ruinerna av ett slott och kapell i närheten.